# Vicenç Navarro Romero
Vicenç Navarro Romero (València, 1888 - Barcelona, 1979) va ser un escultor establert a Barcelona, on des de 1918 va ocupar el càrrec de catedràtic d'escultura a l'Escola de Belles Arts de la Llotja. Els seus estudis els va realitzar a l'Escola Superior de Belles Arts de Sant Carles per la que va aconseguir una beca per a fer estudis com pensionat a Roma durant l'any 1913. Va ser nomenat acadèmic per la Reial Acadèmia de Belles Arts de Sant Carles de València, la Reial Acadèmia de Belles Arts de Sant Jordi de Barcelona i de Reial Acadèmia de Belles Arts de San Fernando de Madrid.

## Obra
La seva producció escultòrica està composta, a més a més de nombrosos retrats i imatges religioses, per encàrrecs de monuments públics a places i edificis de Barcelona. Es va dedicar també a la pintura de murals i de cavallet, va deixar una bona col·lecció de dibuixos així com de gravats.
La seva obra s'inscriu dins del realisme mediterrani i amb una tendència cap al naturalisme. Va publicar un llibre sobre Tècnica de l'Escultura. Va participar en diverses Exposicions nacionals, l'any 1915 va obtenir la Primera Medalla per la seva obra Aurora, en l'actualitat exposada en la Biblioteca Nacional de Madrid com a dipòsit de l'antic Museo Español de Arte Contemporáneo, avui Centre d'Art Reina Sofia. L'any 1947 se li va concedir el Premi Nacional de Pintura i Escultura.